# 拉多·蒂博爾
拉多·蒂博爾（匈牙利語：Radó Tibor，1895年6月2日—1965年12月29日）是一名匈牙利數學家，第一次世界大戰後移居美國。

## 生平
拉多出生於布達佩斯，1913年至1915年就讀於理工學院，學習土木工程。第一次世界大戰期間，他成為匈牙利陸軍中尉，在俄國前線被俘。他從西伯利亞戰俘營逃出，跋涉數千英里穿越北極荒原，設法返回匈牙利。
1923年，他獲得弗蘭茨·約瑟夫大學博士學位。他曾在該大學短暫任教，後來成為洛克菲勒基金會在德國的研究員。1929年，他移居美國，先後在哈佛大學和萊斯研究所講學，1930年在俄亥俄州立大學數學系任教。1935年，他獲得美國國籍。第二次世界大戰期間，他擔任美國政府科學顧問，中斷了學術生涯。1948年，他成為俄亥俄州立大學數學系主任。
1920年代，他證明了曲面具有本質上唯一的三角形。1933年，拉多發表《論普拉托問題》，給出了普拉托問題的解決方案；1935年，他又發表《次諧函數》。1962年5月，他在《貝爾系統技術雜誌》上發表了他最著名的成果之一：忙碌的海狸函數及其不可計算性（《論不可計算函數》）。
1965年12月29日，他在佛羅里達州新士麥那比奇逝世，享年70歲。

## 作品
- Über den Begriff der Riemannschen Fläche （页面存档备份，存于）, Acta Scientarum Mathematicarum Universitatis Szegediensis, 1925
- The problem of least area and the problem of Plateau, Mathematische Zeitschrift Vol. 32, 1930, p.763
- On the problem of Plateau, Springer-Verlag, Berlin, Ergebnisse der Mathematik und ihrer Grenzgebiete, 1933,[1] 1951, 1971
- Subharmonic Functions, Springer, Ergebnisse der Mathematik und ihrer Grenzgebiete, 1937[2]
- Length and Area, AMS Colloquium Lectures, 1948[3]
- with Paul V. Reichelderfer Continuous transformations in analysis - with an introduction to algebraic topology, Springer 1955
- On Non-Computable Functions （页面存档备份，存于）, Bell System Technical Journal 41/1962 scan （页面存档备份，存于）
- Computer studies of Turing machine problems, Journal of the ACM 12/1965

## 外部連結
- 拉多·蒂博爾在數學譜系計畫的資料。
- 約翰·J·奧康納; 埃德蒙·F·羅伯遜, ,  （英语）
- Biography （页面存档备份，存于） from the Ohio State University and other links
- Obituary. New York Times. December 31, 1965. Page 21.